# Partição da Irlanda

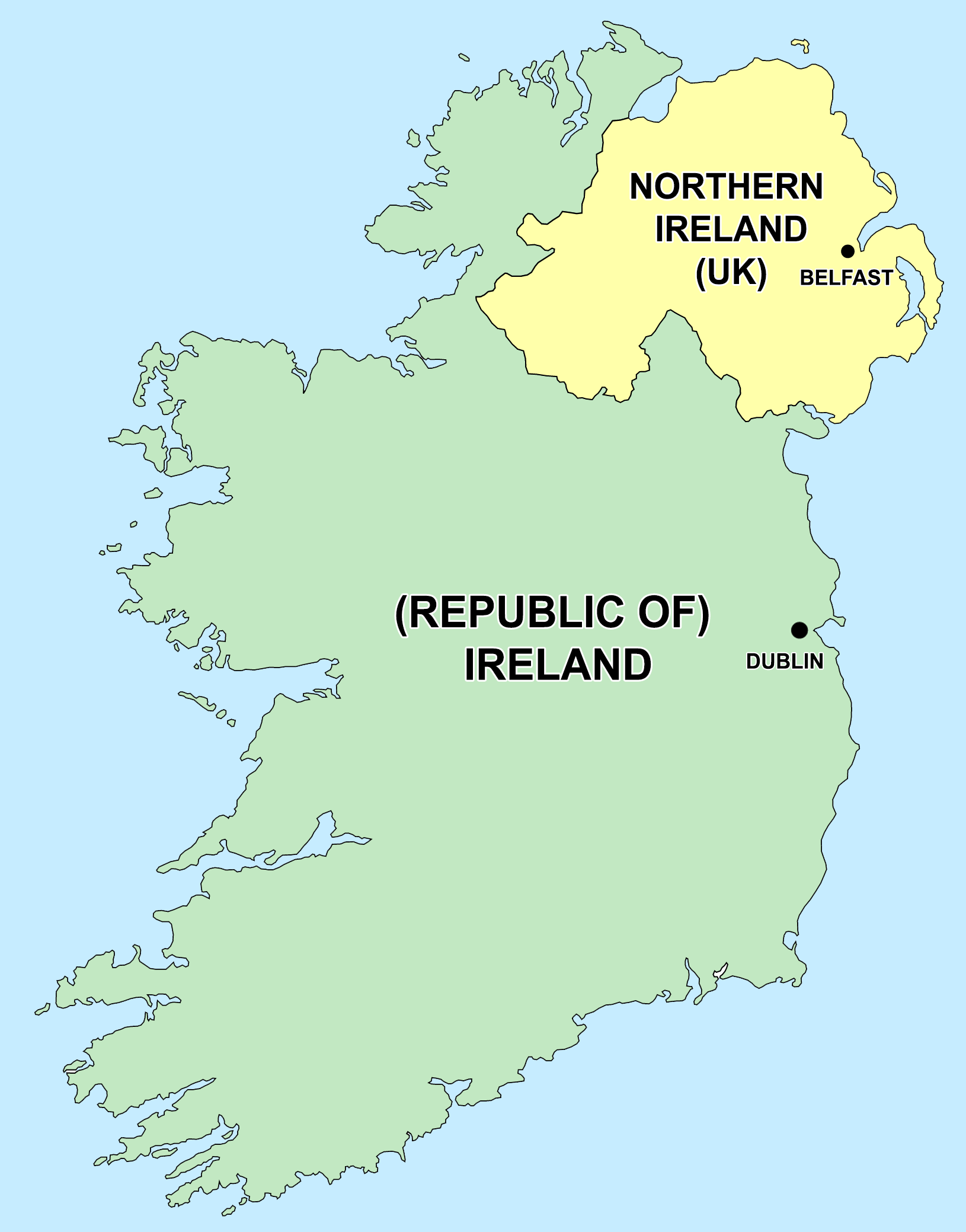
A divisão da Irlanda: em verde claro a República da Irlanda. Em amarelo claro é a Irlanda do Norte.

A Partição da Irlanda (irlandês: críochdheighilt na hÉireann) foi o processo pelo qual o governo do Reino Unido da Grã-Bretanha e Irlanda dividiu a Irlanda em duas políticas autônomas: Irlanda do Norte e Irlanda do Sul. Teve lugar em 3 de maio de 1921 ao abrigo da Lei do Governo da Irlanda de 1920. A lei pretendia que ambos os territórios de governo autônomo permanecessem no Reino Unido e continha disposições para sua eventual reunificação. A menor, Irlanda do Norte, foi devidamente criada com um governo delegado e permaneceu parte do Reino Unido. A maior, Irlanda do Sul, não foi reconhecida pela maioria de seus cidadãos, que em vez disso reconheceram a autodeclarada República da Irlanda. Após o Tratado Anglo-Irlandês, o território da Irlanda do Sul deixou o Reino Unido e se tornou o Estado Livre da Irlanda, agora República da Irlanda.
O território que se tornou a Irlanda do Norte, dentro da província irlandesa de Ulster, tinha uma maioria protestante e unionista que queria manter laços com a Grã-Bretanha. Isso foi em grande parte devido à colonização britânica do século XVII. O resto da Irlanda tinha uma maioria católica e nacionalista irlandesa que desejava autogoverno ou independência. O movimento Irish Home Rule obrigou o governo britânico a apresentar projetos de lei que dariam à Irlanda um governo devolvido dentro do Reino Unido. Isso levou à crise do governo interno (1912–14), quando sindicalistas / legalistas do Ulster fundou um movimento paramilitar, os Voluntários do Ulster, para evitar que o Ulster fosse governado por um governo irlandês. O governo britânico propôs excluir todo ou parte do Ulster, mas a crise foi interrompida pela Primeira Guerra Mundial (1914-1918). O apoio à independência irlandesa cresceu durante a guerra.
O partido republicano irlandês Sinn Féin ganhou a vasta maioria dos assentos irlandeses nas eleições de 1918 . Eles formaram um parlamento irlandês separado e declararam uma república irlandesa independente cobrindo toda a ilha. Isso levou a um conflito de guerrilha entre o Exército Republicano Irlandês (IRA) e as forças britânicas, conhecido como Guerra da Independência da Irlanda (1919-1921). Em 1920, o governo britânico apresentou outro projeto de lei para criar dois governos devolvidos: um para seis condados do norte (Irlanda do Norte) e outro para o resto da ilha (Irlanda do Sul). Isso foi aprovado como a Lei do Governo da Irlanda, e entrou em vigor como fato consumado em 3 de maio de 1921. Após as eleições de 1921, os sindicalistas do Ulster formaram um governo da Irlanda do Norte. Um governo do sul não foi formado, pois os republicanos reconheceram a República da Irlanda. Durante 1920-22, no que se tornou a Irlanda do Norte, a divisão foi acompanhada por violência "em defesa ou oposição ao novo assentamento". A capital Belfast testemunhou violência comunal "selvagem e sem precedentes" , principalmente entre civis protestantes e católicos. Mais de 500 foram mortos  e mais de 10 000 se tornaram refugiados, a maioria deles da minoria católica.
A Guerra da Independência resultou em uma trégua em julho de 1921 e levou ao Tratado Anglo-Irlandês naquele dezembro. Segundo o Tratado, o território da Irlanda do Sul deixaria o Reino Unido e se tornaria o Estado Livre da Irlanda . O parlamento da Irlanda do Norte poderia votar dentro ou fora do Estado Livre, e uma comissão poderia redesenhar ou confirmar a fronteira provisória. No início de 1922, o IRA lançou uma ofensiva fracassada nas áreas fronteiriças da Irlanda do Norte. Seu parlamento decidiu permanecer parte do Reino Unido. A Comissão de Fronteiras propôs pequenas mudanças na fronteira em 1925, mas isso não foi implementado.
Desde a partição, os nacionalistas e republicanos irlandeses continuam a buscar uma Irlanda reunificada, em que toda a ilha seja um estado independente, enquanto os sindicalistas do Ulster querem que a Irlanda do Norte continue a fazer parte do Reino Unido. Os governos unionistas da Irlanda do Norte foram acusados de discriminação contra a minoria nacionalista irlandesa e católica. Uma campanha para acabar com a discriminação foi contestada por sindicalistas de linha dura, que disseram ser uma frente republicana. Isso gerou os problemas (c.1969-98), um conflito de trinta anos no qual mais de 3 500 pessoas foram mortas. Sob o Acordo da Sexta-feira Santa de 1998, os governos irlandês e britânico concordaram que o status da Irlanda do Norte não mudará sem o consentimento da maioria de sua população. Em seu livro branco sobre o Brexit, o governo britânico reiterou seu compromisso com o Acordo. Sobre o status da Irlanda do Norte, disse que a "preferência claramente declarada do governo é manter a atual posição constitucional da Irlanda do Norte: como parte do Reino Unido, mas com fortes ligações com a Irlanda".